# Stazione di Roubaix
La stazione di Roubaix è una stazione ferroviaria della linea Fives-Mouscron posta a servizio della città francese di Roubaix, nell'Alta Francia.

## Storia
La stazione di Roubaix fu attivata nel novembre 1842 dalla Compagnie des chemins de fer de Lille et Valenciennes à la frontière belge. Ingrandita nel 1857, fu rifatta nelle forme attuali tra il 1886 ed il 1888 su progetto dell'architetto della Compagnie du Chémin de fer du Nord Sidney Dunnet.
Fu sabotata e danneggiata dai tedeschi in ritirata alla fine della prima guerra mondiale.